# Мак-Кенн, Аллан Роквелл
Аллан Роквелл Мак-Кенн (англ. Allan Rockwell McCann; 20 сентября 1896 — 22 февраля 1978) — вице-адмирал флота США, участник первой и второй мировой войн.

## Биография
Аллан Мак-Кенн учился в гимназии Марк Хопкинс и средней школе Друри. Призван в ВМС США в 1913 году. В 1917 году получил звание энсина и отправлен на USS Kansas (BB-21), на которой служил до сентября 1919 года. После обучения на подводной лодке USS Fulton (AS-1) на базе в Нью-Лондоне, штат Коннектикут, он был отправлен на борт USS K-6 (SS-37) в январе 1920 года. Был отправлен на USS S-19 (SS-124), но откомандирован в январе 1921 года до ввода её в эксплуатацию. Командовал подводными лодками USS N-4 (SS-56) и USS L-3 (SS-42) до июня 1922 года. После чего переведён на борт USS R-21 (SS-98), где служил до вывода её из эксплуатации в июне 1924 года.
В июле 1924 года вернулся на базу подводных лодок в Нью-Лондоне, где служил инженером-инструктором по дизельным подводным лодкам. Затем он был переведен в должность главного инженера по ремонту. В ноябре 1925 года он был отправлен в качестве технического консультанта для перуанской морской комиссии. С октября 1926 года до мая 1929 года он командовал подводной лодкой USS S-46 (SS-157). Затем он служил в подразделении подводного флота по созданию и ремонту подводных лодок в течение 1929—1931 годов. Здесь он был направлен на водолазные работы для испытания и усовершенствования спасательных аппаратов, и был назначен ответственным за развитие спасательной камеры, которая позже была названа его именем.
Мак-Кенн был назначен инженером, когда требовалось преобразовать USS O-12 (SS-73) для использования подо льдом, чтобы попытать преодолеть арктические льды.
С августа 1931 до июня 1934 года он командовал подводной лодки USS Bonita (SS-165). После чего служил на USS Indianapolis (CA-35) до июня 1937 года. Затем Мак-Кенн был переведен на крейсер USS Chicago (CA-29), где служил до июня 1938 года.
В мае 1939 года его вместе с Чарльзом Момсеном отправили на спасение подводной лодки USS Sailfish (SS-192). В результате спасательных работ было спасено 33 члена экипажа.

## Награды
- Орден «Легион почёта»
- Бронзовая звезда
- Медаль Победы
- Медаль Победы во Второй мировой войне
- Похвальная медаль Военно-морского флота